# 檀崎龍孔
檀崎龍孔（日語：檀崎 竜孔；2000年5月31日—），日本足球運動員，司職中場，現效力澳職球隊西部聯。

## 俱樂部生涯
出生于2000年的檀崎龙孔出自仙台维加泰青训，此后进入青森山田高等学校就读，2019年他加入札幌冈萨多，2020年11月转会澳超球队布里斯班狮吼。
正式加盟日职联赛札幌冈萨多，身披17号球衣，并在2019年4月10日日本联赛杯第3轮打入自己的职业首球。
凭借檀崎龙孔和霍尔斯的进球，布里斯班狮吼2-1战胜了纽卡斯尔喷气机。
在2月6日进行的一场澳超比赛中，布里斯班狮吼5-2战胜了墨尔本胜利，日本中场檀崎龙孔发挥出色，贡献2个进球1个助攻，帮助球队取得了大胜。
在2021年8月份被租借到千叶市原，一共出场4次。
布里斯班狮吼宣布，已经从日职联赛的札幌冈萨多再次租借中场檀崎龙孔。
檀崎龙孔在本赛季澳超出场过11次，但1月7号他宣布自己将离开布里斯班。
苏超联赛球队马瑟韦尔宣布签下日檀崎龙孔。和马瑟维尔签下了一份为期两年半的合同，他也是马瑟维尔队史上首位日本籍球员，将身披14号球衣。

## 外部連結
- 檀崎 竜孔 （页面存档备份，存于） - 北海道コンサドーレ札幌オフィシャルサイト
- 選手の紹介 （页面存档备份，存于） 青森山田高校サッカー部 公式サイト
- 檀崎龍孔的X（前Twitter）
- 檀崎龍孔的Instagram帳戶
- Soccerway資料庫：檀崎龍孔